# Michael Schudrich

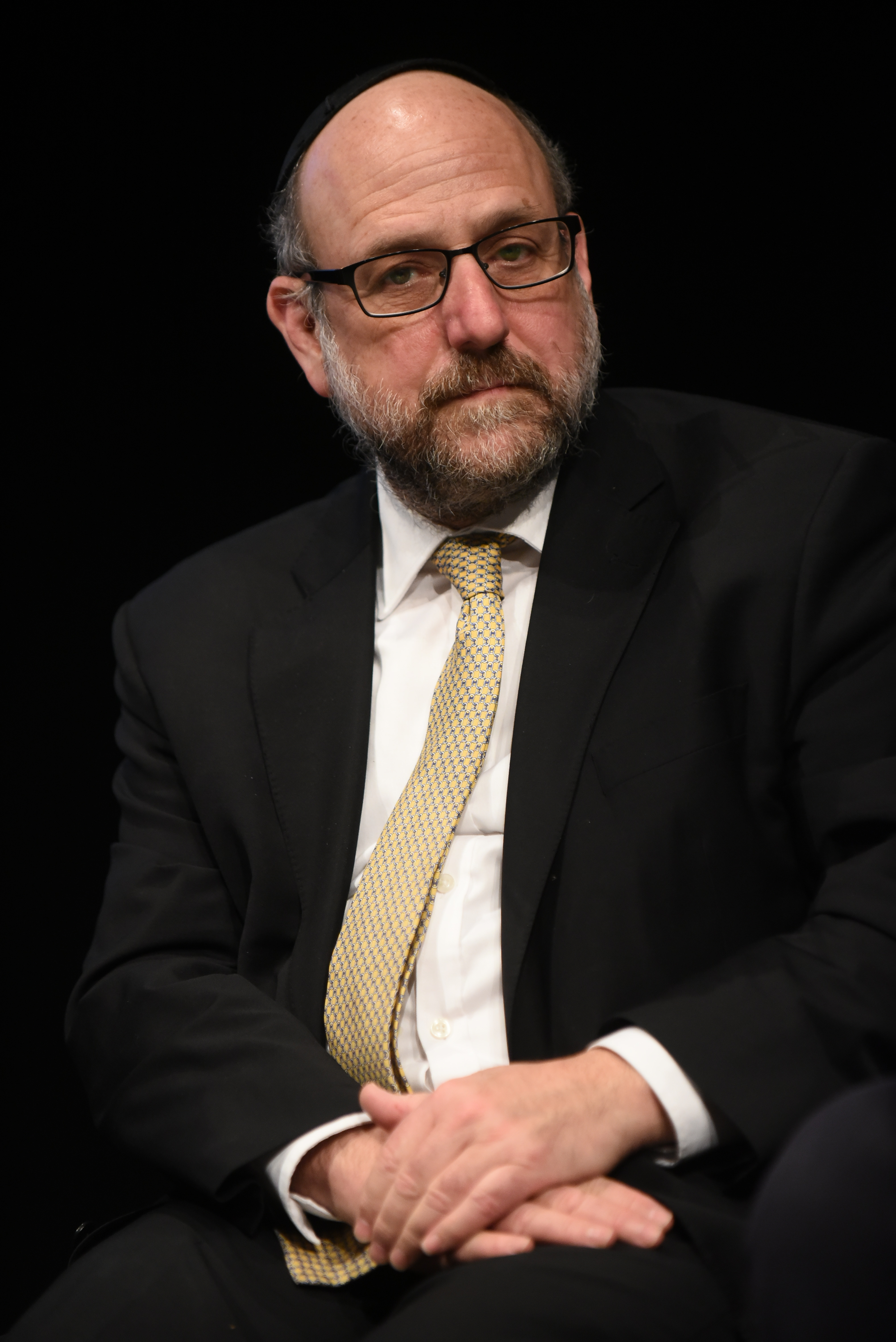
Michael Schudrich (2017)

Michael Schudrich (geb. 1955 in New York, USA) ist seit 2004 Oberrabbiner von Polen und betreut die Gemeinden in Łódź und Warschau.

## Werdegang
Ursprünglich stammt Michael Schudrich aus New York, wo er in eine jüdische Emigrantenfamilie aus Polen hineingeboren wurde. 1977 graduierte (B.A.) er an der Stony Brook University in Religionswissenschaften, worauf er am Jewish Theological Seminary zum Rabbiner ausgebildet wurde, bevor er 1982 seinen M.A. in Geschichte an der Columbia University machte.
Von 1983 bis 1989 war er als Rabbiner in Japan tätig und wechselte dann zur Ronald S. Lauder Foundation in Warschau, wo er bis 1998 blieb. Seit 2000 ist er Rabbiner in Łódź und Warschau, im Dezember 2004 wurde er zum Oberrabbiner von Polen gewählt.